# Divalent
Indenfor kemien dækker betegnelsen divalent (somme tider bivalent) grundstoffer, ioner, funktionelle grupper eller molekyler, der har en valens på to. Valens er antallet af kemiske bindinger.
Eksempler
- Blandt divalente grundstoffer er calcium og svovl. Mens calciums bindinger er ioniske, kan svovl danne kovalente bindinger såsom i H2S eller ioniske bindinger såsom i Na2S.
- Divalente anioner har en ladning på −2, for eksempel S2− og SO42−.
- Divalente kationer har en ladning på +2, for eksempel Fe2+, Ca2+ og Hg22+.
- Divalente funktionelle grupper omfatter blandt andet iminer (=NH) og carbonyler (=O).

| Kemi | Spire Denne artikel om kemi er en spire som bør udbygges. Du er velkommen til at hjælpe Wikipedia ved at udvide den. |